# 埼玉縣護國神社
埼玉縣護國神社（さいたまけんごこくじんじゃ）は、埼玉県さいたま市大宮区に鎮座する旧指定護国神社である。

## 由緒・歴史
埼玉県人の英霊の祭祀は、昭和以前は県内各所に神籬を建てて鎮魂慰霊の祭祀を行っていたが、満洲事変で県下の英霊が増えたのを機に、招魂社創設の機運が高まり、昭和9年（1934年）4月9日に朝香宮鳩彦王（当時近衛師団長）臨席の下、「埼玉県招魂社」として鎮座した。社殿の設計は二本松孝蔵。同14年3月に「埼玉県護國神社」と改称して4月に指定護国神社となる。
戦後の昭和21年（1946年）2月に宗教法人となり、同23年10月に崇敬者の総意により一時「埼霊神社」と改称したが、同27年に「埼玉県護國神社」に復した。昭和30年（1955年）、奉賛会が設立される。
1967年（昭和42年）10月23日、昭和天皇、香淳皇后が第22回国民体育大会に合わせて県内を行幸啓。護国神社が訪問先の一つとなる。
また、平成25年10月には特攻勇士の像が建立された。

## 祭神
鳥羽・伏見の戦い以後の国事に殉じた埼玉県関係の戦没者51180柱を祀る。

## 祭事
- 1月1日 - 元旦祭
- 2月11日 - 紀元祭
- 2月17日 - 祈年祭
- 春分の日 - 春分祭
- 4月9日 - 例大祭
- 5月5日 - 祝子祭
- 8月15日 - みたま祭り
- 秋分の日 - 秋分祭
- 11月3日 - 文化祭
- 11月23日 - 新嘗祭・勤労感謝祭
- 12月23日 - 天長祭
- 12月31日 - 除夜祭
- 毎月1日 - 月次祭

## ギャラリー

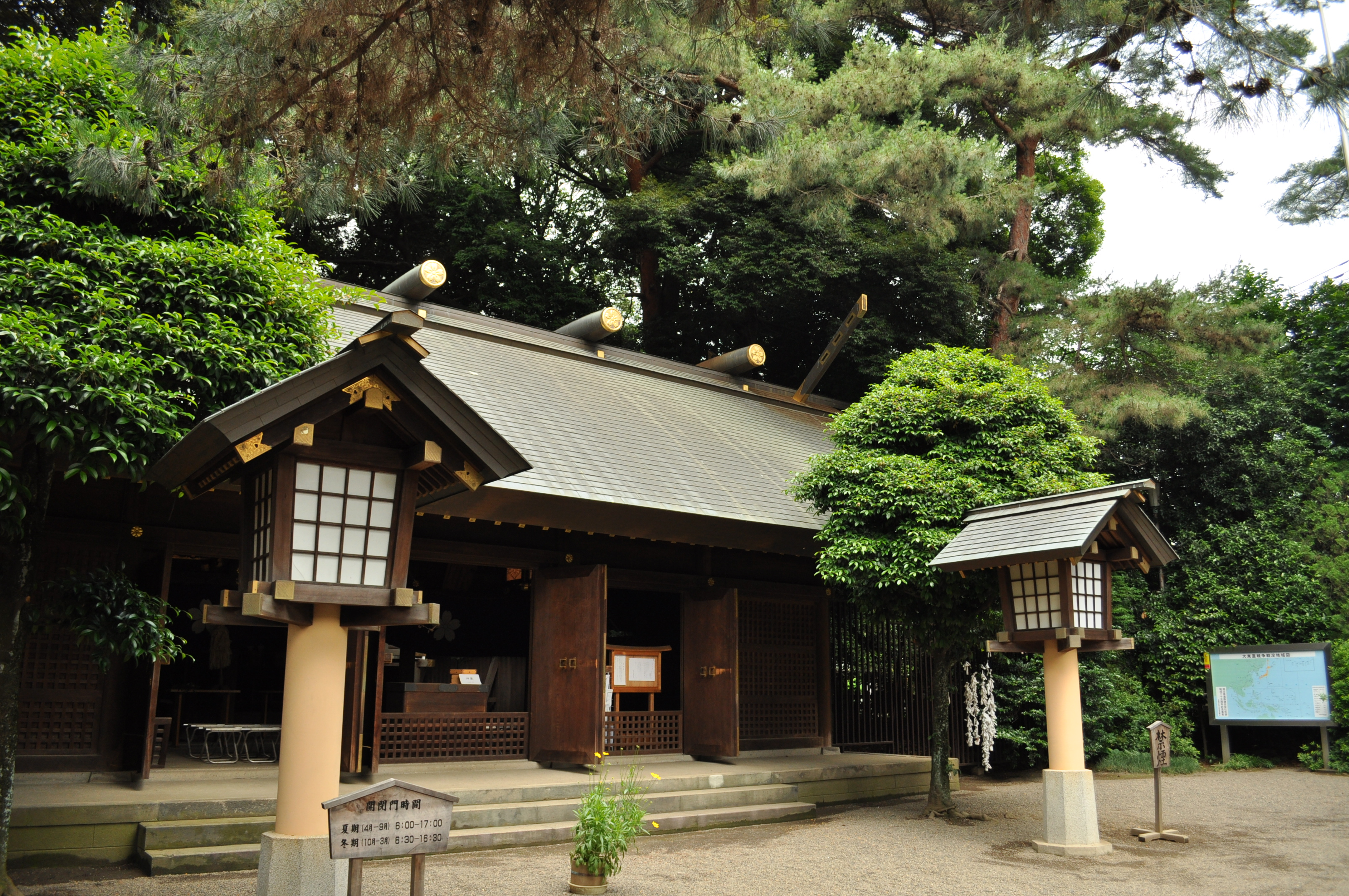
本殿
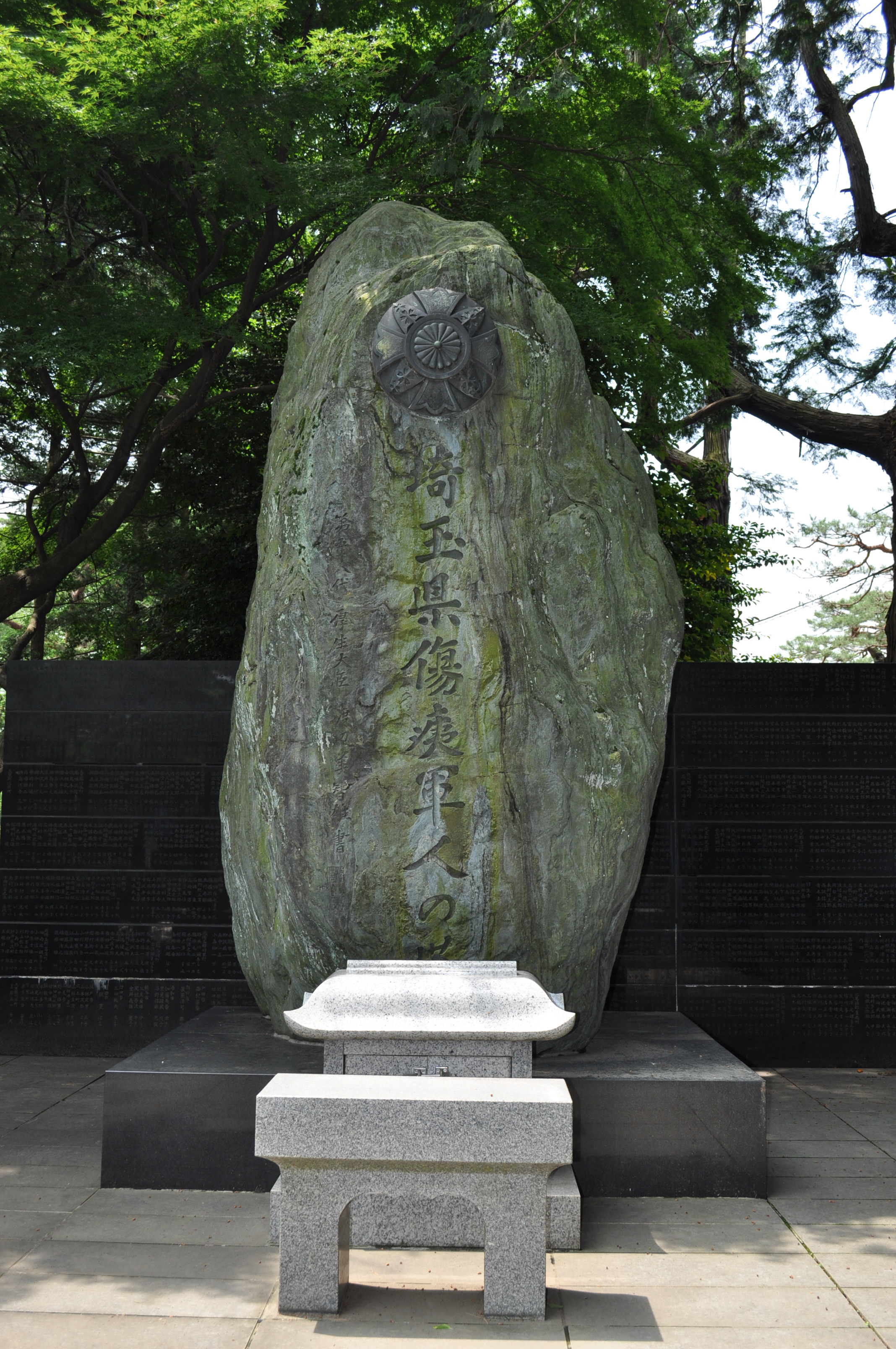
埼玉県傷痍軍人の塔 第58代厚生大臣　渡辺美智雄　書